# Calls
Calls es una miniserie animada analógica de misterio y suspenso creada por Fede Álvarez. El programa está basado en una serie de televisión francesa del mismo nombre creada por Timothée Hochet. La serie es una coproducción entre Apple TV+ y la cadena francesa Canal+, siendo esta última la productora detrás de la versión original francesa. Se estrenó en Apple TV+ el 19 de marzo de 2021.  Recibió elogios de la crítica y el público. La serie ganó un premio Primetime Emmy por diseño de movimiento destacado. 

## Argumento
Narradas a través de una serie de conversaciones telefónicas interconectadas, estas conversaciones narran la misteriosa historia de un grupo de extraños cuyas vidas se ven trastocadas en el período previo a un acontecimiento apocalíptico.
Calls permite que "el público experimente historias cortas a través de fuentes de audio de la vida real y elementos visuales mínimos". 

## Elenco
- Aaron Taylor-Johnson como Mark
- Aubrey Plaza como Dr. Rachel Wheating
- Ben Schwartz como Andy
- Clancy Brown como General Wilson
- Danny Huston como Frank
- Danny Pudi como Dr. Burman
- Edi Patterson como Darlene
- Gilbert Owuor como Craig
- Jaeden Martell como Justin
- Jenica Bergere como Mom
- Jennifer Tilly como Mother
- Joey King como Skylar
- Johnny Sneed como Perry
- Judy Greer como Alexis
- Karen Gillan como Sara
- Laura Harrier como Layla
- Lily Collins como Camila
- Mark Duplass como Patrick
- Nick Jonas como Sam
- Nicholas Braun como Tim
- Paola Nuñez como Ana
- Paul Walter Hauser como Floyd
- Pedro Pascal como Pedro
- Riley Keough como Rose
- Rosario Dawson como Katherine
- Stephen Lang como Dr. Wheating

## Producción
El 21 de junio de 2018, se informó que Apple había dado a la producción un pedido de serie para una primera temporada compuesta por diez episodios. La serie, una adaptación en inglés de la serie original francesa Calls, fue creada por el creador de la serie original Timothée Hochet. El programa es una coproducción entre Apple TV+ y la cadena francesa Canal+. Junto con el anuncio del pedido de la serie de Apple, se confirmó que Apple había adquirido los derechos de la temporada existente de la serie francesa original. 

## Episodios
| N.º | Título                               | Dirigido por | Escrito por                                   | Fecha de emisión original |
| --- | ------------------------------------ | ------------ | --------------------------------------------- | ------------------------- |
| 1 | «The End»                            | Fede Álvarez | Timothée Hochet                               | 19 de marzo de 2021       |
| Una pareja, Sara en Nueva York, Tim en Los Ángeles, tienen una llamada telefónica. Su relación a larga distancia no está funcionando y Tim ha conocido a otra persona, Camila, y está tratando de romper con Sara. El bebé de Camila desaparece de repente y ella abandona la llamada. Sara ve entonces que alguien está tratando de entrar en la casa. Una Sara horrorizada llama al 911 porque el intruso no parece humano, tiene brazos increíblemente largos y es enorme. Sara es encontrada mutilada por un agente pero la abandona y deja solo a Sara y Tim para decir sus últimas palabras, mientras aparecen terremotos, la gente desaparece y todos comienzan a flotar. Tim confiesa que engañó a Sara y dicen que se aman, mientras el "cielo se abre" y presumiblemente son tragados. (Nota: Las llamadas tienen lugar el 30 de diciembre). Elenco: Nicholas Braun, Lily Collins, Karen Gillan y Nika Futterman. |                                      |              |                                               |                           |
| 2 | «The Beginning»                      | Fede Álvarez | Fede Álvarez                                  | 19 de marzo de 2021       |
| Un hombre llamado Mark se entera de que su esposa, Rose, va a tener un hijo sin su conocimiento. Estresado, sale de su casa y comienza a conducir, donde Rose le dice que regrese varias veces, pero Mark se niega. Más tarde, recibe una llamada de su amigo diciéndole que ha estado ausente durante días, y luego recibe una llamada de Rose diciéndole que ha estado ausente durante 6 meses. Sin creer lo que está sucediendo, Mark llama a su madre, donde descubre que ha estado desaparecido durante 12 años, y su madre ahora está muy enferma. Finalmente, Mark recibe una llamada de un joven de 20 años, donde descubre que es su hijo, que llora y le dice que quiere reunirse para tomar una cerveza. Mark se da cuenta de que solo las llamadas son extrañas, ya que desde su punto de vista, su realidad sigue siendo normal, y regresa a casa por Rose. (Las llamadas para él tienen lugar el 9 de febrero cerca de Phoenix, Arizona). Elenco: Aaron Taylor-Johnson, Riley Keough, Ben Schwartz, Jennifer Tilly y Kyle McCarley. |                                      |              |                                               |                           |
| 3 | «Pedro Across the Street»            | Fede Álvarez | Nick Cuse                                     | 19 de marzo de 2021       |
| Una llamada telefónica de un vecino cambia la vida de Patrick y su esposa Alexis, quienes se ven envueltos en un robo, una aventura y una traición. Pero, ¿en quién se puede confiar realmente? (Las llamadas telefónicas tienen lugar el 2 de marzo en Pasadena). Elenco: Mark Duplass, Judy Greer y Pedro Pascal. |                                      |              |                                               |                           |
| 4 | «It's All In Your Head»              | Fede Álvarez | Aidan Fitzgerald y Noah Gardner               | 19 de marzo de 2021       |
| Una pareja que se está divorciando y la hermana de la esposa se llaman entre sí. Cada hermana exige la atención de otra, hasta que finalmente se revelan verdades dolorosas. (Las llamadas tienen lugar el 29 de marzo en San Francisco). Elenco: Rosario Dawson, Laura Harrier y Gilbert Owuor. |                                      |              |                                               |                           |
| 5 | «Me, Myself & Darlene»               | Fede Álvarez | Rodo Sayagues y Fede Álvarez                  | 19 de marzo de 2021       |
| Una llamada al 911 para confesar un asesinato se cruza con una llamada del pasado reciente. ¿Podrá el asesino cambiar la línea temporal y su propio destino? (Las llamadas tienen lugar el 5 de junio, en Huntsville). Elenco: Paul Walter Hauser, Edi Patterson y Paola Nuñez. |                                      |              |                                               |                           |
| 6 | «The Universe Did It»                | Fede Álvarez | Aidan Fitzgerald, Noah Gardner y Fede Álvarez | 19 de marzo de 2021       |
| Una extraña llamada telefónica altera el destino de una joven, pero no tanto como ella cree. (Las llamadas comienzan el 14 de septiembre, Indian Wells). Elenco: Nick Jonas, Danny Huston, Shane Paul McGhie, Tessa De Nicola y Tiana Camacho. |                                      |              |                                               |                           |
| 7 | «Mom»                                | Fede Álvarez | Aidan Fitzgerald, Noah Gardner y Fede Álvarez | 19 de marzo de 2021       |
| Dos hermanos en duelo han oído hablar de unas misteriosas llamadas telefónicas que pueden atravesar el tiempo y quieren intentar comunicarse con su madre en el pasado. Pero no prestaron atención a cómo esas historias de Internet advertían sobre los peligros de cambiar el pasado. (Las llamadas tienen lugar el 9 de noviembre, entre Ribbonwood y San Diego). Elenco: Joey King, Jaeden Martell y Jenica Bergere. |                                      |              |                                               |                           |
| 8 | «Is There a Scientist on the Plane?» | Fede Álvarez | Aidan Fitzgerald, Noah Gardner y Fede Álvarez | 19 de marzo de 2021       |
| Los pasajeros del vuelo 908 quedan horrorizados al oír una noticia que dice que su avión fue alcanzado por un rayo y se estrelló cerca de Phoenix. (Las llamadas se producen el 30 de diciembre sobre el espacio aéreo de Estados Unidos). Elenco: Johnny Sneed, Aubrey Plaza, Clancy Brown, Cynthy Wu, Quinn Minichino y Mitch Eakins. |                                      |              |                                               |                           |
| 9 | «Leap Year Girl»                     | Fede Álvarez | Fede Álvarez                                  | 19 de marzo de 2021       |
| Tras el destino del vuelo 908, un par de físicos intentan desesperadamente averiguar cómo y por qué las llamadas telefónicas cruzan la barrera dimensional. Y puede que se trate de un proyecto abandonado de 1978. (Las llamadas tienen lugar el 30 de diciembre, en Azusa, Ítaca). Elenco: Aubrey Plaza, Stephen Lang, Danny Pudi, Clancy Brown, Keri Tombazian, Jocelyn Ayanna y Brandon Papo. |                                      |              |                                               |                           |

## Recepción
El sitio web de agregación de reseñas Rotten Tomatoes informa que el 95% de las 20 reseñas son positivas para la serie, con una calificación promedio de 8,4/10. El consenso de los críticos afirma: "Recordando las series inmersivas de la época dorada de la radio, Calls teje un misterio espeluznante con interpretaciones vocales fabulosas y un ambiente inquietante, permitiendo que la narración visual se desarrolle en la imaginación horrorizada de los espectadores". 